# Paul Fox (regista)
Paul Fox (Toronto, 1963) è un regista canadese.

## Biografia
Diplomato alla School of Visual Arts di New York, il suo primo film, Last Round Up, ha vinto numerosi premi ed è stato invitato al Sundance Film Festival. Il primo lungometraggio di, The Dark Hours (del 2005), è un thriller psicologico che ha ricevuto molti consensi e numerosi riconoscimenti nei festival di tutto il mondo.
L'anno successivo ha diretto Everything's Gone Green, scritto da Douglas Coupland, premiato al Vancouver International Film Festival.
Ha diretto diversi episodi di serie televisive.

## Filmografia

### Cinema
- The Dark Hours (2005)
- Everything's Gone Green (2006)

### Televisione
- I Was a Sixth Grade Alien - 3 episodi - (1999-2000)
- The Associates - 2 episodi - (2002)
- Show Me Yours 4 episodi (2005)
- La mia vita con Derek - 8 episodi - (2006-2008)
- Making Mr. Right (2008)
- Aspettando il tuo sì (2009)
- I misteri di Murdoch - 2 episodi - (2009)
- Overruled! - 11 episodi - (2009-2010)
- Rookie Blue - 5 episodi - (2010-2015)
- Wingin' It - 3 episodi - (2011)
- La mia babysitter è un vampiro - 4 episodi - (2011)
- Beauty and the Beast - 1 episodio - (2012)
- Schitt's Creek - 18 episodi (2015-2017)
- Workin' Moms - 11 episodi (2017-2018)
- Frontiera - 1 episodio (2017)

### Cortometraggi
- Last Round Up (1990)
- Reunion (2001)

## Riconoscimenti
- Austin Fantastic Fest
  - 2005 – Miglior film per The Dark Hours[4]

- Canadian Screen Awards
  - 2016 – Best direction on a comedy program or series per l'episodio di Schitt's Creek The Cabin[5]

- New York City Horror Film Festival
  - 2005 – Miglior film per The Dark Hours[4][6]

- Puchon International Fantastic Film Festival
  - 2005 – Best of Puchon per The Dark Hours[7]

- Sitges - Festival internazionale del cinema fantastico della Catalogna
  - 2005 – Carnet Jove Jury – Midnight X-Treme Award per The Dark Hours[8]